# Matsuba-kai
Il Matsuba-kai (松葉会?) è un gruppo criminale della yakuza con sede a Tokyo, in Giappone, con una stima di 1.500 membri attivi e 600 membri semi-attivi.

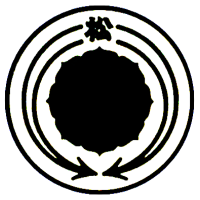
Daimon di Matsuba-kai

Il gruppo si è formato nel 1936 a Sumida (Tōkyō) come una società di costruzioni chiamata Sekine-gumi (関根組?) dal bakuto Masaru Sekine. Nel 1946 furono coinvolti nell'Incidente di Shibuya dove lottarono per il controllo dei mercati neri locali. Il Sekine-gumi conobbe una rapida espansione, ma nel 1947 molti membri furono arrestati dal GHQ per possesso di armi da fuoco, con il conseguente scioglimento del gruppo. Il gruppo ha ufficialmente riavviato nel 1953 con il nome di Matsuba-kai.
Con sede a Asakusa, Taitō (Tokyo), il Matsuba-kai ha le sue sedi conosciute in nove altre prefetture tra cui Hokkaidō. Il Matsuba-kai è membro di una federazione bakuto chiamata Kanto Hatsuka-kai, insieme ad altre quattro organizzazioni yakuza di Kantō, la Sumiyoshi-kai, la Inagawa-kai, la Toa-kai e la Soai-kai.
Nei primi mesi del 2000 il Matsuba-kai è stato coinvolto in una violenta faida con la rivale Kyokuto-kai, che ha portato ad una serie di sparatorie.
La banda acquisì una certa fama internazionale all'inizio del 2005, quando fu rivelato che il contratto della compagnia di pulizie situata a Urayasu per Tokyo Disneyland era stato gestito da un membro del Matsuba-kai, Saburo Shiga.